# Sari (oblačilo)
Sári je tradicionalno žensko oblačilo v Indiji, Pakistanu, Bangladešu, Nepalu in na Šri Lanki. Sestavlja ga enostaven pas blaga, ki ga ženska ovije okrog telesa na različne načine.